# كاثرين روما
كاثرين روما (بالإنجليزية: Catherine Roma)‏ هي موزعة أمريكية، ولدت في 29 يناير 1948 في فيلادلفيا في الولايات المتحدة.